# Victor Partnoi
Victor Partnoi (27 de noviembre de 1970) es un deportista rumano que compitió en piragüismo en la modalidad de aguas tranquilas. Ganó dos medallas en el Campeonato Mundial de Piragüismo en los años 1993 y 1994.
Participó en dos Juegos Olímpicos de Verano en los años 1992 y 1996, su mejor actuación fue un sexto puesto logrado en Atlanta 1996 en la prueba de C1 1000 m.

## Palmarés internacional
| Campeonato Mundial | Campeonato Mundial        | Campeonato Mundial | Campeonato Mundial |
| Año                | Lugar                     | Medalla            | Evento             |
| ------------------ | ------------------------- | ------------------ | ------------------ |
| 1993               | Copenhague (Dinamarca)    | Medalla de plata   | C1 1000 m          |
| 1994               | Ciudad de México (México) | Medalla de bronce  | C1 1000 m          |